# Henry of Bath
Henry of Bath (auch of Bathe) († November 1260) war ein englischer Beamter und Richter.

## Aufstieg als Beamter der Krone
Die Herkunft von Henry of Bath ist ungeklärt. Wahrscheinlich stammte er aus Gloucestershire oder Lincolnshire, wo später der Schwerpunkt seiner Besitzungen lag. Er war mit dem Beamten und Geistlichen Hugh of Bath verwandt, wobei er mit Sicherheit nicht dessen unehelicher Sohn war. Über seine Ausbildung ist nur wenig bekannt. Nach dem Chronisten Matthew Paris konnte er als Ritter lesen und schreiben und war für die Rechtswelt qualifiziert. Henry wird erstmals 1221 als Vogt von Berkhamstead im Dienst seines Verwandten Hugh erwähnt, den er nach dessen Tod 1236 auch beerbte. Als Hughs Nachfolger diente er von 1228 bis 1229 als Vertreter des Sheriffs von Berkshire, doch dann verließ er den Dienst seines Verwandten und begann eine eigene Karriere. Von 1229 bis 1232 diente er als Vertreter des Sheriffs von Hampshire, ehe er von 1232 bis 1234 als Sheriff von Gloucestershire diente. Die Grafschaft diente dabei ab 1233 als Basis für den Krieg in Wales und zur Niederschlagung der Rebellion von Richard Marshal. Als Beamter der 1234 gestürzten Regierung von Peter de Rivallis musste auch Bath 1234 begnadigt werden. Er fiel aber offenbar nicht in Ungnade, denn noch im selben Jahr wurde er Sheriff von Northamptonshire. Dieses Amt behielt er bis 1240, abgesehen von einer zweimonatigen Unterbrechung 1236, während der er als Sheriff von Surrey und Sussex diente. Obwohl er offenbar keine spezielle juristische Ausbildung hatte, diente er nach dem plötzlichen Tod von Adam Fitz William ab Frühjahr 1238 als Richter des Court of Common Bench, weshalb er die Verwaltung von Northamptonshire an Stellvertreter übertrug.

## Aufstieg zum obersten Richter
Von 1240 bis 1241 nahm Bath als zweithöchster Richter an der von William of York geleiteten Gerichtsreise durch England teil, dabei leitete er im Januar 1241 als oberster Richter die Gerichtsverhandlungen in Hampshire. Im Sommer 1241 reiste Bath als Richter nach Irland, bevor er im Winter 1241 und Frühjahr 1242 für kurze Zeit als Richter am Court of King’s Bench diente. Danach wurde er Sheriff von Yorkshire, als König Heinrich III. zu seinem Feldzug nach Südwestfrankreich aufbrach. Bath blieb bis Mai 1248 Sheriff, doch ab 1245 übertrug er das Amt wieder an Stellvertreter, nachdem er als Nachfolger von Robert of Lexinton zum Chief Justice of the Common Bench ernannt worden war. Ab 1235 hatte er auch gelegentlich als Richter an Assize Courts gedient, ehe er ab 1243 einer der leitenden Assize-Richter wurde. Dabei befasste er sich zunächst vor allem mit Fällen in Yorkshire und anderen Teilen Nordenglands. Später war er auch in anderen Grafschaften tätig, doch vor allem in denen, wo er auch selbst Grundbesitz besaß. Bis 1249 blieb er Chief Justice of the Common Bench, wobei er von 1247 bis 1249 auch die Leitung einer Gerichtsreise übernahm. Während dieser Zeit wurden am Common Bench keine Verhandlungen geführt. Im Oktober 1249 wechselte Bath als Nachfolger von William of York als Chief Justice an den King’s Bench, wofür er ab 1250 ein jährliches Gehalt in Höhe von £ 100 erhielt. Dieses Gehalt war das höchste Gehalt, das bis zu dieser Zeit einem Richter in England gezahlt wurde. Dazu wurde er Verwalter von Gloucester Castle.

## Anschuldigungen wegen Machtmissbrauch und Absetzung
Bath leitete von April 1250 bis Februar 1251 erneut eine Gerichtsreise. Dabei übernahm Bath offenbar von dem Baron Philip Darcy eine Vormundschaftsverwaltung, nachdem dieser die vereinbarte Gebühr an die Krone nicht gezahlt hatte. Während einer Ratsversammlung Anfang Februar 1251 in Woodstock beschuldigte Darcy den abwesenden Bath des Machtmissbrauchs, Fehlurteile und schwerer Verbrechen. Er durfte sich wenig später während eines Parlaments in Windsor verteidigen. Ihm wurde vorgeworfen, dass er von einem verurteilten Straftäter bestochen wurde und ihn deshalb entkommen ließ. Er versuchte natürlich Unterstützung zu erhalten, doch der König hielt ihn für schuldig. Er enthob ihn seiner Ämter als Richter und als Verwalter von Gloucester Castle und verurteilte ihn zur Zahlung einer Strafe in Höhe von 2000 Mark. Bath bezahlte bis zu seinem Tod die hohe Summe nur zum Teil. Aufgrund des Verfahrens gegen ihn kam es noch zu weiteren Anklagen gegen königliche Richter wegen Machtmissbrauch und Bestechung.

## Erneuter Dienst als oberster Richter
Bath blieb zwei Jahre lang in Ungnade, ehe ihn der König im Sommer 1253 vor einer erneuten Expedition in seine Besitzungen in Südwestfrankreich wieder zum obersten Richter am King’s Bench ernannte. Sein Gehalt betrug zwar nur 100 Mark, doch er erhielt einen höheren Rang im Kronrat, als er zuvor besessen hatte. Von Juli 1256 bis April 1258 hatte er gleichzeitig auch das Amt des Chief Justice of the Common Bench inne. Diese Häufung von hohen Ämtern auf eine Person war aber vielleicht nur ein Versuch des Königs, den Forderungen nach einer Wiederernennung eines Justiciars nachzukommen. Bath gehörte nun zu den wichtigsten Mitgliedern des Kronrats, während er viele Routinefälle an den Gerichten rangniederen Richter überließ. Er behielt seine Stellung bis zu seinem Tod, auch als ab 1258 Mitglieder einer Adelsopposition faktisch die Regierung übernahmen und mit Hugh Bigod einen neuen Justiciar einsetzten. Allerdings wurde sein Einfluss durch die Ernennung eines Justiciars verringert. Er gehörte aber während dieser Zeit einer Kommission der neuen Regierung an, die neue Sheriffs ernannte. Obwohl er noch immer noch Richter am Königshof war, stand er 1259 auch im Dienst des Thronfolgers Lord Eduard.

## Erwerbung eines umfangreichen Grundbesitzes, Heirat und Erbe
Im Laufe seiner Amtszeit konnte Bath umfangreichen Grundbesitz erwerben. Seine wichtigsten Besitzungen lagen im Forest of Dean in Gloucestershire und Netherwent sowie bei Upper Lambourn in Berkshire, wo er vermutlich bis 1251 hauptsächlich gewohnt hatte. Dort hatte er um 1240 eine Privatkapelle errichtet. Weitere Besitzungen hatte er bei Whaplode, Pinchbeck und Boston in Holland in Lincolnshire. Hierhin hatte er sich während der Zeit zurückgezogen, als er in Ungnade gefallen war. Weitere Besitzungen hatte er in Devon, Norfolk, Suffolk, Sussex, Yorkshire und bei London.
Zwischen 1230 und 1235 hatte er Aline († 1274) geheiratet, die nach den Angaben von Matthew Paris eine Angehörige der Familie Basset aus High Wycombe war. Sein Erbe wurde sein Sohn John. Seine Witwe heiratete nach 1260 Nicholas of Yattendon, einen Ritter aus Berkshire, der im Dienst des Thronfolgers Lord Eduard stand. John of Bath heiratete Philippa, die Tochter und Erbin des Ritters Geoffrey of Benniworth. Er unterstützte während des Kriegs der Barone die Adelsopposition und geriet bei der Eroberung von Northampton 1264 in die Gefangenschaft der Anhänger des Königs.